# Four Square
Four Square är ett kanadensiskt poppunkband från Toronto, Ontario. Gruppen albumdebuterade med When Weeks Were Weekends (2002), följt av Three Chords One Capo (2003) och Industry at Home (2005). De två sistnämnda skivorna utgavs på Bad Taste Records.
Four Square har turnerat med grupper som Sum 41, The Weakerthans och Millencolin.

## Medlemmar
- Simon Head - sång, gitarr
- Allan Shaw - gitarr, sång
- Jason Lioumanis - trummor
- Paul Schedlich - bas

## Diskografi
- 2002 - When Weeks Were Weekends
- 2003 - Three Chords One Capo
- 2005 - Industry at Home

### Fotnoter
1. ↑  MacNeil, Jason. ”Four Square”. Allmusic.com. http://www.allmusic.com/artist/four-square-p527245. Läst 14 januari 2012.
2. 1 2  ”Four Square”. Bad Taste Records. Arkiverad från originalet den 22 augusti 2010. https://web.archive.org/web/20100822072240/https://www.badtasterecords.se/bands.asp?id=38. Läst 14 januari 2012.